# Honesto de Nimes
San Honesto fue un predicador cristiano del siglo III, presbítero de Nimes. En algunas fuentes hagiográficas y santorales figura como San Honesto de Pamplona. En lo que parecen coincidir todas ellas es en su estrecha vinculación con san Saturnino de Tolosa, de quien habría sido discípulo, y con la primera cristianización de Pompaelo, Pompeiópolis o Pamplona como distintas fuentes mencionan a la entonces ciudad romana.

## Hagiografía
Honesto era originario de Nimes, noble según la leyenda. Aunque sin fundamento documental que confirme los hechos, la tradición oral habla de que fue bautizado por Saturnino de Tolosa, que, llegado de Roma, comenzaba su viaje de predicación. Juntos, continuaron el viaje para evangelizar la Galia. En Carcasona, el prefecto romano los encarceló, pero un ángel los liberó. Honesto continuó hasta Pompaelo (actual Pamplona), donde consiguió atraer el senador Firmo (Firmus), que, o bien vivía en la ciudad o sus alrededores, o bien era uno de los integrantes de la clase dirigente de la zona (que entonces residían habitualmente en las ciudades), probablemente por medio de su esposa Eugenia. El mencionado senador pidió a Honesto que hiciese venir a Pamplona al propio Saturnino. Cuando éste llegó, convirtió al senador romano Firmo y a su esposa, entre otros ciudadanos, además de los senadores Fortunato y Faustino (probablemente otros ciudadanos romanos de la zona, puede ser que vinculados familiarmente con Firmus) y unos miles de vecinos (entre diez mil y cuarenta mil según diversas fuentes),[cita requerida] entre los cuales se encontraba el hijo del senador, Fermín de Amiens.
Honesto formó a Fermín y continuó predicando a la región; envió a Fermín a Toulouse, desde donde marcharía hacia el norte y fue nombrado obispo de Amiens y, canonizado como San Fermín. Es improbable que la conversión tuviera el carácter masivo que se le atribuye a la leyenda. De hecho Pompelon no reunió un número significativo de fieles como para tener obispado y Honesto siguió actuando a la zona más como un predicador que como un dirigente espiritual local.[cita requerida]
Según algunas fuentes, Honesto marchó, ya anciano, a Tolosa, donde murió pacíficamente; otras fuentes dicen que Honesto fue martirizado en Pamplona durante la persecución de Aureliano, hacia 270.

## Entre la leyenda y la realidad
Como ocurre con gran parte de coetáneos suyos, se conservan pocos datos fiables sobre su existencia e, incluso podría tratarse de una figura legendaria, sin existencia real. De hecho, la cristianización de Pamplona es posterior a su supuesta vida[cita requerida] y, en el caso de que fuese real, no habría tenido la repercusión que le atribuye la tradición:[cita requerida] posiblemente, esta parte de la leyenda sea una invención a partir de un Honesto real, que probablemente predicó en Nimes.[cita requerida] Es posible que la leyenda se crease para justificar el patronazgo del santo y vincularlo a la ciudad, además de relacionarlo también con la historia de San Fermín.[cita requerida]

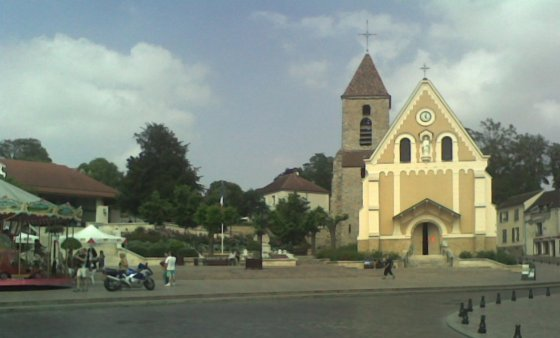
Iglesia de Saint-Honest de Yerres, Essonne, Francia

## Veneración
La devoción nace en el reino de Pamplona hacia 1187, cuando llega las  reliquias de San Fermín traídas por el obispo de Pamplona Pedro de Artajona , y debido también «al auge importante de la ruta jacobea, a cuenta de los francos  que repueblan las ciudades navarras». Anteriormente, sólo era venerado en Francia, donde algunos templos decían conservarlas: Saint-Denis de Chatre, la abadía de Yerres (a Versalles) o San Sernio de Tolosa. Es considerado Apóstol de Vasconia.